# Мефодий (Немцов)
Митрополи́т Мефо́дий (в миру Никола́й Фёдорович Немцо́в; род. 16 февраля 1949, Ровеньки) — епископ Русской православной церкви; митрополит Пермский и Кунгурский (с 2010).

## Биография
Родился в 1949 году в городе Ровеньки Ворошиловградской (ныне Луганской) области. Кроме него, в семье был младший брат, старшая сестра умерла в годы войны. Воспитанием детей занималась мать Анастасия Михайловна, которая была глубоко верующим человеком. С самого раннего возраста она приносила сына в храм на богослужения. В 1968 году окончил Славянский техникум железнодорожного транспорта.
В 1972 году окончил Одесскую духовную семинарию и в том же году поступил в Ленинградскую духовную академию. 5 января 1974 года митрополитом Ленинградским и Новгородским Никодимом (Ротовым) пострижен в монашество c именем Мефодий в честь святого равноапостольного Мефодия Солунского. 7 января в Николо-Богоявленском кафедральном соборе Ленинграда тем же архиереем был рукоположён в сан иеродиакона. 24 апреля того же года в храме святого апостола Филиппа в Новгороде митрополитом Никодимом (Ротовым) рукоположён в сан иеромонаха.
Нёс пастырское послушание в Успенском храме Новодевичьего монастыря в Москве. В том же году был зачислен в штат Отдела внешних церковных сношений в качестве референта.
В 1976 году окончил Ленинградскую духовную академию со степенью кандидата богословия за сочинение «Миссионерские труды митрополита Московского и Коломенского Иннокентия (Вениаминова), апостола Америки» и был принят в аспирантуру при Московской духовной академии.
В 1976—1977 годы посетил Финляндию, Болгарию и Афон в составе делегаций Московского Патриархата. 4 апреля 1977 года назначен заместителем председателя ОВЦС, возведён в сан архимандрита. С сентября 1979 года служил в Малом соборе Донского монастыря и в храме Ризоположения Господня на Донской.

### Архиерейство
27 апреля 1980 года в Сергиевском трапезном храме Троицкой-Сергиевой лавры хиротонисан во епископа Иркутского и Читинского, временно управляющего Хабаровской епархией. Хиротонию совершали: патриарх Московский и всея Руси Пимен, архиепископы Волоколамский Питирим (Нечаев), Дмитровский Владимир (Сабодан), Рязанский и Касимовский Симон (Новиков), Орловский и Брянский Глеб (Смирнов), епископ Пензенский и Саранский Серафим (Тихонов). В начале 1980-х годов — член Иркутского областного комитета защиты мира.
16 июля 1982 года решением Священного синода назначен епископом Воронежским и Липецким. Епархия на тот момент объединяла Воронежскую и Липецкую области.
18 июня 1985 года назначен председателем хозяйственного управления Московской патриархии с возведением в сан архиепископа. По свидетельству епископа Алипия (Погребняка), в бытность председателем хозяйственного управления в своей епархии бывал нечасто: «Прилетит только на Пасху, на Троицу и в тот же день обратно».
1 апреля 1988 года возведён в сан митрополита. 4 июля 1988 года за активное участие в подготовке и проведении празднования 1000-летия Крещения Руси награждён именной панагией. 20 октября 1988 года освобождён от должности председателя хозяйственного управления.
В 1998 году назначен председателем фонда по премиям памяти митрополита Московского и Коломенского Макария (Булгакова). С 17 марта 2001 по 7 февраля 2004 года — член Совета по взаимодействию с религиозными объединениями при президенте Российской Федерации. В сентябре 2001 года был включён в состав Российского организационного комитета «Победа».
7 мая 2003 года решением Священного синода РПЦ назначен митрополитом Астанайским и Алма-атинским и главой новообразованного Казахстанского митрополичьего округа. При этом он был уволен с должности главы историко-правовой комиссии РПЦ, а также руководителя Макариевского фонда.
Подобное решение Синода было расценено некоторыми наблюдателями как его поражение в развернувшейся после октября 2002 года борьбе за патриарший престол ввиду болезни патриарха Алексия II.
5 марта 2010 года решением Священного синода РПЦ назначен митрополитом Пермским и Соликамским.
24 декабря 2010 года решением Священного синода РПЦ назначен ректором Пермской духовной семинарии.
27 декабря 2011 года утверждён в должности настоятеля (священноархимандрита) Свято-Троицкого Стефанова мужского монастыря города Перми и Белогорского Николаевского мужского монастыря деревни Белая Гора Пермского края.
19 марта 2014 года Священным синодом РПЦ назначен главой вновь образованной Пермской митрополии с титулом митрополит Пермский и Кунгурский и временно управляющим Соликамской епархией.
13 апреля 2021 года решением Священного синода РПЦ назначен временным управляющим Кудымкарской епархией.
23 января 2023 года, на фоне вторжения России на Украину, попал в санкционный список Украины за «пропаганду и поддержку войны против Украины».
15 мая 2025 года освобождён от должности ректора Пермской духовной семинарии.

## Награды
Государственные награды России

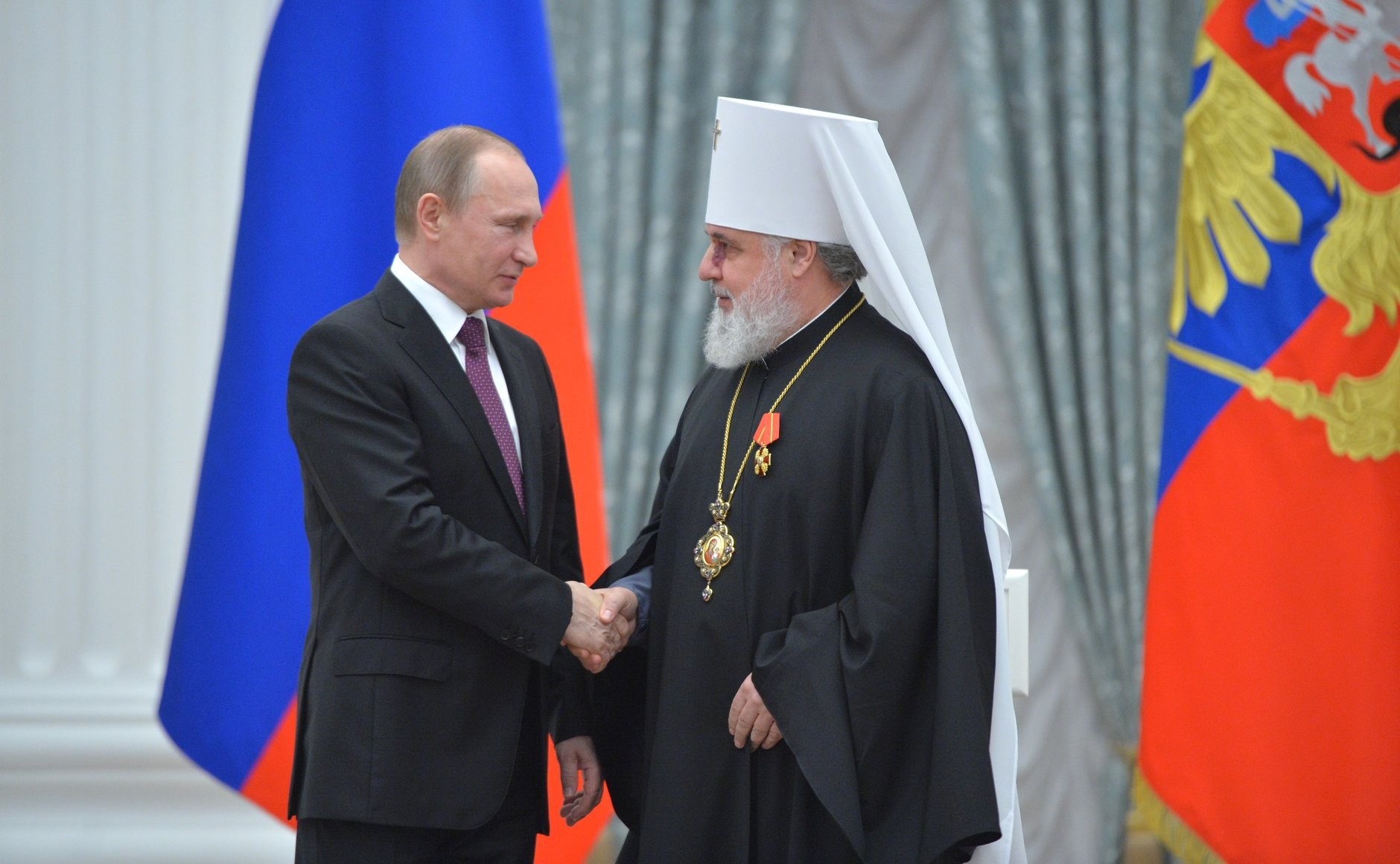
Вручение Ордена Александра Невского,
10 марта 2016 года

- Орден «За заслуги перед Отечеством» IV степени (14 марта 2024) — за большой вклад в развитие духовно-нравственных традиций, активную просветительскую деятельность[12]
- Орден Александра Невского (4 апреля 2015) — за большой вклад в развитие духовно-нравственных традиций и активную просветительскую деятельность[13]
- Орден Дружбы (21 сентября 2002) — за достигнутые трудовые успехи и многолетний добросовестный труд[14]
- Медаль ордена «За заслуги перед Отечеством» II степени (7 марта 1999) — за заслуги перед государством, многолетний добросовестный труд и большой вклад в укрепление дружбы и сотрудничества между народами[15]

Государственные награды Казахстана
- Медаль «10-летие Конституции Республики Казахстан»[16]
- Орден Достык 2 степени из рук президента РК (14 декабря 2005 года)[17]

Конфессиональные награды
- Орден святого равноапостольного великого князя Владимира I степени
- Орден преподобного Серафима Саровского I степени (РПЦ, 2010)[18]
- Орден святого благоверного князя Даниила Московского II степени
- Орден святителя Алексия, митрополита Московского, II степени (2009)
- Орден святителя Иннокентия, митрополита Московского и Коломенского, II степени (2014)[19]
- Награды Иерусалимской, Чешских земель и Словакии и Сербской Православных Церквей.

## Публикации
статьи
- Поучение в Неделю 31-ю по Пятидесятнице (Лк. 18, 35-41) [О чистоте духовной] // Журнал Московской Патриархии. 1973. — № 12. — С. 30.
- О святых новомучениках российских // Воронежский епархиальный вестник. 1998. — № 1 (55). — С. 2-3.
- «Православие в Эстонии» глазами православного архиерея: (К выходу в свет книги Святейшего патриарха Московского и всея Руси Алексия II «Православие в Эстонии») // Исторический вестник. — М., 1999. — № 2. — С. 5-30.
- Миссионерская деятельность свящ. Иоанна Вениаминова на островах Уналашка и Ситка: Из курсового сочинения студента ЛДА, 1976 г. // Исторический вестник. — М., 2000. — № 2 (6). — С. 5-29.
- Церковь, государство и гражданское общество на пороге третьего тысячелетия // Исторический вестник. — М., 2000. — № 5-6 (9-10). — С. 41-48.
- Заключительное слово [на Междунар. конф. «Христианство на пороге нового тысячелетия». Москва, 20-22 июня 2000 г.] // Исторический вестник. — М., 2000. — № 7 (11). — С. 328—329.
- О единстве Православия // Альфа и Омега. 2002. — № 2 (32). — С. 101—109.

книги
- Научные публикации. Статьи. Доклады. Выступления. Послания. — Воронеж, 2003.
- Приветствия. Обращения. Интервью. Беседы. Диалоги. — Воронеж, 2003.

интервью
- У меня и в мыслях не было стать иерархом
- Возрождение традиций // ng.ru, 18 декабря 2002